# Frederik Jäkel
Frederik Jäkel (ur. 7 marca 2001 w Dommitzsch) – niemiecki piłkarz występujący na pozycji obrońcy w belgijskim klubie KV Oostende. Wychowanek RB Leipzig. Były młodzieżowy reprezentant Niemiec.